# Rats - Notte di terrore
Rats - Notte di terrore (conocida en español como Rats: Año 225, después del holocausto en España, La noche de las ratas en México, y Después de la bomba en Colombia y Perú) es una película de terror postapocalíptica de 1984 dirigida por Bruno Mattei y Claudio Fragasso sobre una pandilla de motociclistas que se encuentran atrapados en un laboratorio de investigación abandonado luchando por sus vidas contra hordas de ratas asesinas sedientas de sangre.

## Argumento
Ambientada 225 años después de un holocausto nuclear ocurrido en 2015, los sobrevivientes se dividen entre aquellos que viven en cómodas ciudades subterráneas y los «nuevos primitivos» que viven a la luz del sol. Un grupo de 11 de estas personas se encuentran con un misterioso pueblo abandonado. A pesar de la presencia de numerosos cadáveres horriblemente mutilados, deciden instalarse en el pueblo tras descubrir una gran cantidad de alimentos, un invernadero con varios árboles frutales y un depósito de agua potable. La noche siguiente, cientos y cientos de hambrientas ratas genéticamente mutadas están listas para atacarlos uno por uno.
Dos de los miembros, Lucifer y Lilith, están haciendo el amor y son expulsados del grupo por ser demasiado ruidosos. Después de una discusión, Lucifer se emborracha y es atacado y arrojado a la alcantarilla, donde es devorado. Al mismo tiempo, una Lilith dormida es atacada y devorada por dentro. Más tarde, una rata emerge de su boca cuando se encuentra su cadáver; mientras esto sucede, Noah aparece después de ser atacado también y el líder de la pandilla, Kurt, se ve obligado a matarlo con un lanzallamas.
El grupo decide atrincherarse en el interior hasta el amanecer y, mientras lo hacen, Diana es atacada y mordida varias veces, lo que la enferma. Chocolate atiende a Diana y le dice al grupo que necesita que le traten las heridas de la mordedura o se infectarán. Los hombres deciden ir a buscar medicinas y agua mientras las mujeres vigilan a Diana, pero Duke se niega a ayudar a nadie y se mantiene a salvo.
Taurus es el siguiente en morir cuando los sobrevivientes intentan escapar del sótano, mientras cae por las escaleras y es devorado. Duke pierde la cabeza y desafía a Kurt por el liderazgo, pero nadie lo apoya. Toma prisionera a Myrna e intenta escapar, pero una vez en los vehículos del grupo es atacado y asesinado cuando arroja una granada, que también mata a Myrna. Después de ver esto, Diana se retira y se corta las muñecas y los cuatro supervivientes restantes encuentran su cuerpo parcialmente devorado. Se retiran nuevamente y encuentran una grabación de un hombre angustiado que advierte a cualquiera que encuentre la ciudad que las ratas los matarán como lo han hecho con sus amigos.
Los sobrevivientes son atacados una vez más por las implacables ratas y Deus y Kurt se sacrifican para bloquear la puerta y permitir que Video y Chocolate escapen afuera, donde equipos con trajes de materiales peligrosos aparecen de las alcantarillas, gasean a todas las ratas y salvan a la pareja. Mientras los sobrevivientes agradecen a sus salvadores y comentan que todos son amigos porque son de la misma raza humana, el líder del equipo de rescate se quita la máscara y se revela como una rata humanoide.

## Reparto
- Ottaviano Dell'Acqua como Kurt.
- Geretta Geretta como Chocolate.
- Massimo Vanni como Taurus.
- Gianni Franco como Video.
- Ann-Gisel Glass como Myrna.
- Cindy Leadbetter como Diana.
- Henry Luciani como Duke.
- Fausto Lombardi como Deus (como Tony Lombardo).
- Jean-Christophe Brétigniere como Lucifer (como Christoph Bretner).
- Moune Duvivier como Lilith.
- Christian Fremont como Noah (como Chris Fremont).

## Producción
Rats - Notte di terrore utilizó algunos de los decorados de la película de Sergio Leone Érase una vez en América. Geretta Geretta asumió el papel después de que se lo ofrecieran a su compañera de cuarto, Dale Wyatt. Geretta creía que era la segunda película que hacía en Italia y no hablaba nada de italiano. Geretta tradujo su guion con un diccionario de bolsillo.
Cuando se le preguntó si Claudio Fragasso dirigió algo de la película, Geretta respondió «Claro que no» y que «Escuché la misma basura con respecto a Dario y Lamberto cuando todos estábamos en Demons: gente realmente talentosa como Bruno, permite que otras personas tengan opiniones, intervenir, inventar cosas. Pero Rats es la película de Bruno». Geretta continuó diciendo que Fragasso «tenía un montón de buenas ideas y Bruno tiraba de su barbilla en silencio y luego, si le gustaba, decía "Va bene" y muchas veces no dijo "Va bene"».

## Lanzamiento
Rats - Notte di terrore fue lanzado en 1984. Fue lanzado en Canadá con una calificación R, después de haber sido presentado y rechazado previamente dos veces.
Rats fue lanzado en DVD por Anchor Bay, en su Fright Pack de 2005. Más tarde fue relanzado por Blue Underground en 2007.

## Recepción de la crítica
AllMovie escribió, «por lo que vale, Rats sigue siendo uno de los esfuerzos más fáciles de ver de Mattei».